# Librada Paz
Librada Paz là người Mỹ gốc Mexico, hoạt động bảo vệ quyền của các công nhân làm việc ở nông trại.
Paz sinh ra và lớn lên ở San Juan Mixtepec Distrito 26, Oaxaca, Mexico. Ở tuổi 15, Paz và một người chị đã băng qua Hoang mạc Sonoran nhập cư vào Hoa Kỳ. Sau đó 2 chị em tới Ohio sống chung với một trong số các người anh đang làm việc hái cà chua ở đây. Paz cũng làm công nhân nông trại trong vài năm; trong thời gian này cô nói rằng đã bị lạm dụng tình dục nhiều lần. Sau đó cô nói với các người anh là mình muốn đi học, và họ đã đồng ý tài trợ cho cô.
Paz tốt nghiệp Công nghệ Cơ học ở Học viện Công nghệ Rochester và trở thành công dân Hoa Kỳ năm 1998.
Paz cũng tích cực hoạt động bảo vệ quyền của các công nhân nông trại trong tiểu bang New York. Sau đó, cô phục vụ trong một Hội đồng của Bộ Di Dân, một cơ quan hoạt động để cải thiện cuộc sống của những người lao động di cư.
Năm 2012, Paz được trao Giải Nhân quyền Robert F. Kennedy. Một thành viên trong Ban xét duyệt giải này - Claudio Grossman thuộc Trường Luật Washington - nói rằng:
Bản thân là một công nhân nông trại, Paz là một trong những tiếng nói đáng tin cậy nhất về các điều kiện làm việc khốc liệt ảnh hưởng đến họ (= công nhân nông trại). Đồng thời, cô thể hiện một thông điệp quan trọng về phẩm giá con người và hy vọng. Cô chứng minh rằng thông qua tổ chức và sự dấn thân, có thể đạt được các quyền, cải thiện cả hai điều kiện làm việc của công nhân nông trại và xã hội nói chung.